# Auguste Charpentier
Auguste Charpentier (1813–1880) fue un pintor francés. Alcanzó la fama bajo el Segundo Imperio francés como retratista de numerosas celebridades de su tiempo, como George Arena, Mademoiselle Rachel, Narcisse Diaz de la Pena, Alejandro Dumas y Marie Delaporte.

## Lista parcial de obras

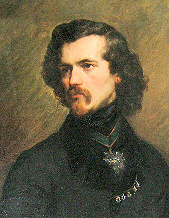
Retrato de Lottin de Laval (1840), Museo Bellas Artes de Bernay.

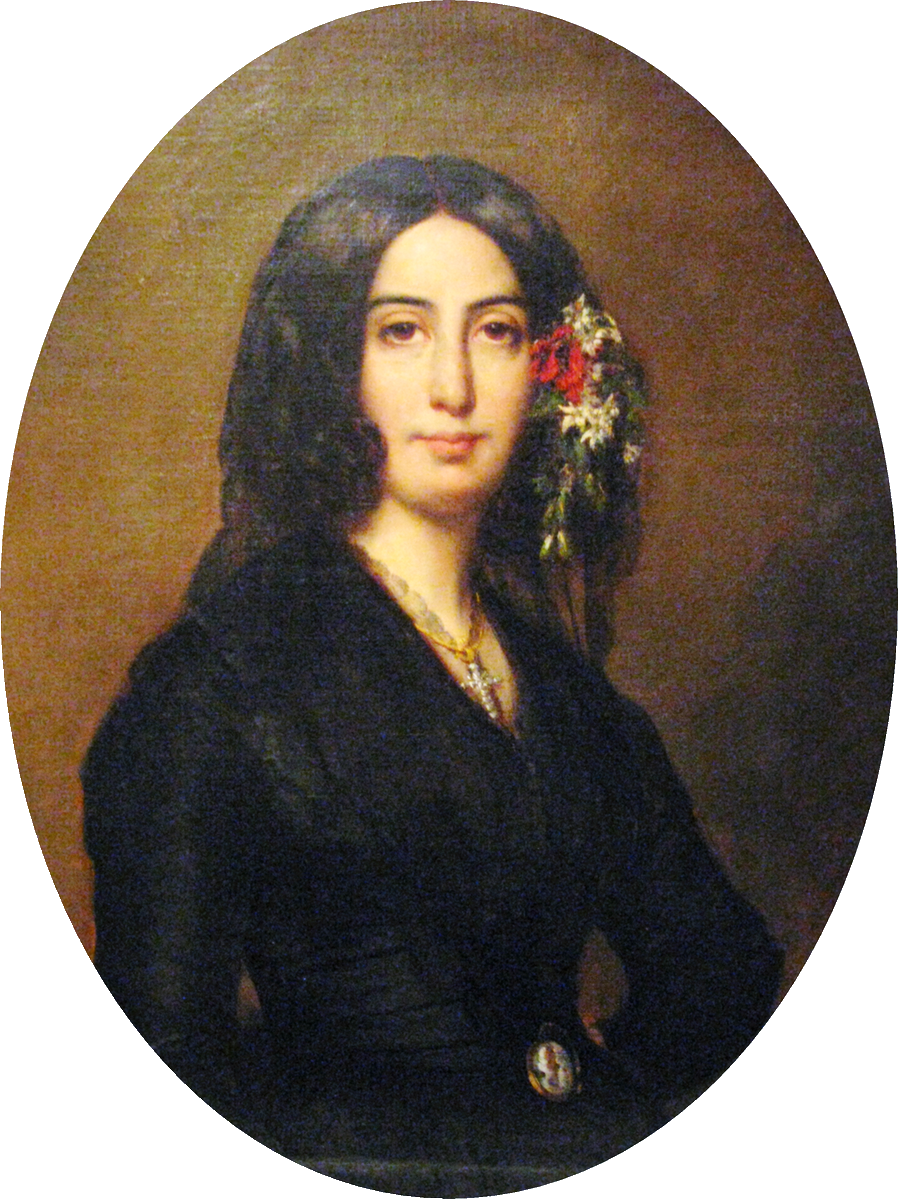
Retrato de George Arena (1838), París, Museo de los Románticos.

- Musée des Pretendientes-artes de Caen : Pâtre italien (trabajo perdido), óleo sobre lienzo
- Musée des Pretendientes-artes de Caen : Courtisane, óleo sobre lienzo
- Musée des Pretendientes-artes de Dole : Retrato de Joseph Lyard, óleo sobre lienzo
- Magnífico'Combe-Châteleu, Iglesia de Joseph Santo: Sainte-Madeleine, óleo sobre lienzo
- París, Iglesia de Roch Santo, diez pinturas clasificadas como monumentos históricos:
  - Les Funérailles, 1833, óleo sobre lienzo
  - La Résurrection, óleo sobre lienzo
  - Les Saintes Femmes au sépulcre, óleo sobre lienzo
  - La Loi Divino, óleo sobre lienzo
  - L'Inocencia, óleo sobre lienzo
  - L'Extrême-onction, óleo sobre lienzo
  - La Fuerza, óleo sobre lienzo
  - La Sagesse, óleo sobre lienzo
  - La Charité, óleo sobre lienzo
  - La Religión, óleo sobre lienzo
- París, Museo de los Románticos : Retrato de George Sand, 1838,  George Sand et ses amis à Nohan
- Musée des Pretendientes-artes de Rouen : Retrato de Bocage, artista dramático, antes de 1862,
- Musée de Vendôme : Retrato de Charles Mansui
- Musée Nacional des châteaux de Versailles et de Trianon : Narcisse Diaz de la Pena (1808–1878), 1849, óleo sobre lienzo
- Musée des Pretendientes-artes de Bernay, Retrato de Pierre-Victorien Lottin de Laval, óleo sobre lienzo